# نیوهوپ، شهرستان مرسر، ویرجینیای غربی
نیوهوپ (به انگلیسی: New Hope) یک منطقهٔ مسکونی در ایالات متحده آمریکا است که در شهرستان مرسر، ویرجینیای غربی واقع شده‌است. نیوهوپ ۷۵۰٫۱۲ متر بالاتر از سطح دریا قرار دارد.